# Dilara Kazimova
Dilara Kazimova, née le 20 mai 1984 à Bakou en Azerbaïdjan, est une chanteuse, actrice et compositrice azérie.
Le 2 mars 2014, elle est choisie pour représenter l'Azerbaïdjan au Concours Eurovision de la chanson 2014 à Copenhague, au Danemark avec la chanson Start a fire (Lancer un incendie), dévoilée le 16 mars 2014.

## Filmographie
- 2006: Try Not to Breathe (avec Fakhraddin Manafov)
- Purgatory